# Црква Светог Георгија у Сечој Реци
Црква Светог Георгија у Сечој Реци, насељеном месту на територији општине Косјерић, подигнута је 1903. године, поред старе цркве брвнаре из 1812. године. Припада Епархији жичкој Српске православне цркве.
Темељи цркве, посвећене Светом великомученику Георгију, постављени су 1900. године, а освећење је извршено 1925. године. На цркви се налазе четири спомен плоче са уклесаним именима пострадалих у ратовима 1912—1918. Изнад плоча на северној страни уметник Михаило Миловановић је насликао композицију „Српска мајка”, представљену као жену у народној ношњи са раширеним рукама у облику крста која на симболичан начин представља страдање Србије и српског народа. Композиција је обновљена на Илиндан 2015. године.
Између нове зидане и старе цркве брвнаре подигнут је звоник, за кога се поуздано зна да је подигнут пре новог храма. У порти, око цркве брвнаре и у две собрашице постављени су споменици крајпуташи, постављени од стране родбине ратника који се нису вратили из ослободилачких ратова 1912—1918. године.